# 马尔莱娜·扎戈尼
马尔莱娜·扎戈尼（羅馬尼亞語：Marlena Zagoni，1951年1月22日—2025年7月31日），旧姓普雷代斯库（Predescu），罗马尼亚女子赛艇运动员。她曾代表罗马尼亚参加1976年和1980年夏季奥林匹克运动会赛艇比赛，其中1980年奥运会获得一枚铜牌。